# Wypławek alpejski
Wypławek alpejski (Crenobia alpina) – gatunek zimnolubnego płazińca zaliczanego do wirków.
Jest poglacjalną formą reliktową. Występował masowo w Europie w okresie zlodowaceń. Współcześnie występuje w chłodnych źródłach i strumieniach. W Polsce m.in. w Karpatach, Sudetach, Pieninach, u źródeł Pilicy w Sławniowie oraz w miejscowości Sąspów. Dorasta do 18 mm długości. Przód ciała tępo zakończony, z dwoma wyraźnymi czułkami. Jedna para dość dużych oczu. Wypławek alpejski żywi się głównie kiełżami.